# Calum Worthy
Calum Worthy (Victoria, 1991. január 28. –) kanadai színész.
Legismertebb alakítása Dez Wade az Austin és Ally című sorozatban. A Szar van a palacsintában című sorozatban is szerepelt.

## Élete és pályafutása
Worthy 1991. január 28-án született Victoriában. Szülei Sandra Webster Worthy és David Worthy. 2005-ben szerepelt a When Jesse Was Born című rövidfilmben. 2011 és 2016 között az Austin és Ally című sorozatban szerepelt. 2017-ben a Szar van a palacsintában című sorozatban szerepelt. 2019-ben A tett című sorozatban szerepelt. 2021-ben szerepelt az Azt hittem, ismerlek című sorozatban.

## Filmográfia

### Filmek
| Év   | Magyar cím                            | Eredeti cím                                    | Szerep           | Magyar hang     |
| ---- | ------------------------------------- | ---------------------------------------------- | ---------------- | --------------- |
| 2019 |                                       | Assimilate                                     | Randy Foster     |                 |
| 2019 | Hivatali eltávozás                    | Corporate Animals                              | Aidan            | Hamvas Dániel   |
| 2018 |                                       | The Thinning: New World Order                  | Kellan Woods     |                 |
| 2017 |                                       | Bodied                                         | Adam Merkin      |                 |
| 2016 |                                       | The Thinning                                   | Kellan Woods     |                 |
| 2015 |                                       | Blackburn                                      | Ryan             |                 |
| 2015 |                                       | All She Wishes                                 | Drake            |                 |
| 2014 |                                       | Mostly Ghostly: Have You Met My Ghoulfriend?   | Colin Doyle      |                 |
| 2013 |                                       | Rapture-Palooza                                | Clark Lewis      |                 |
| 2011 | Vad évad                              | The Big Year                                   | Colin Debs       |                 |
| 2011 | A legjobb játékos                     | Best Player                                    | Zastrow          |                 |
| 2011 |                                       | The Odds                                       | Berry Lipke      |                 |
| 2010 | Szerelmi háromszög                    | Daydream Nation                                | Craig            |                 |
| 2010 | A hallgatás köteléke                  | Bond of Silence                                | Shane Batesman   |                 |
| 2009 | Győzzön az élet!                      | Living Out Loud                                | Henry            |                 |
| 2009 |                                       | What Goes Up                                   | kórustag         |                 |
| 2008 |                                       | Valentines                                     | Kyle             |                 |
| 2008 | Mulligans: Még egy esély              | Mulligans                                      | Felix            |                 |
| 2007 |                                       | Second Sight                                   | Victor Kaufman   |                 |
| 2007 | A megbocsájtás útja                   | Crossroads: A Story of Forgiveness             | Kip              |                 |
| 2007 |                                       | Smile                                          | Trevor           |                 |
| 2007 | Az utolsó Mimic                       | The Last Mimzy                                 | tinédzser kiborg |                 |
| 2006 | Kiskarácsony mindenáron               | Deck the Halls                                 | fiú a biciklin   |                 |
| 2006 | Dr. Dolittle 3.                       | Dr. Dolittle 3                                 | Tyler            |                 |
| 2005 |                                       | When Jesse Was Born                            | Danny Ferrell    |                 |
| 2004 | Scooby-Doo 2. – Szörnyek póráz nélkül | Scooby-Doo 2: Monsters Unleashed               | Biciklis kölyök  | Baradlay Viktor |
| 2003 | Haláli Hálaadás                       | National Lampoon's Thanksgiving Family Reunion | Danny Snider     |                 |

### Televíziós szerepek
| Év        | Magyar cím                  | Eredeti cím                                 | Szerep                         | Megjegyzések                           |
| --------- | --------------------------- | ------------------------------------------- | ------------------------------ | -------------------------------------- |
| 2021      | Tűzgyűrű: Senki földje      | Pacific Rim: The Black                      | Taylor Travis (hang)           | főszereplő                             |
| 2021      | Azt hittem, ismerlek        | 'Pieces of Her                              | Jasper                         | mellékszereplő                         |
| 2020      |                             | Utopia                                      | Ethan                          | mellékszereplő                         |
| 2019      | A tett                      | The Act                                     | Nick Godejohn                  | főszereplő magyar hangja Hamvas Dániel |
| 2017      |                             | Wisdom of the Crowd                         | Jake                           | 1 epizód                               |
| 2017      | Szar van a palacsintában    | 'American Vandal                            | Alex Trimboli                  | 7 epizód                               |
| 2016      |                             | Aquarius                                    | Steven Parent                  | 2 epizód                               |
| 2016      | Az indíték                  | Motive                                      | Derek Holstadt                 | 1 epizód                               |
| 2016–2017 | Bizaardvark                 | Bizaardvark                                 | Victor                         | 2 epizód                               |
| 2015      | Wander, a galaktikus vándor | Wander Over Yonder                          | tini vezető (hang)             | 1 epizód                               |
| 2015      | Nem én voltam!              | I Didn't Do It                              | Dez Wade                       | 1 epizód                               |
| 2015      |                             | Backstrom                                   | Joshua Larimer                 | 1 epizód                               |
| 2014      |                             | Some Assembly Required                      | Caden Clark                    | 1 epizód                               |
| 2013–2014 |                             | The Coppertop Flop Show                     | önmaga                         | főszereplő                             |
| 2012      | Jessie                      | Jessie                                      | Dez Wade                       | 1 epizód                               |
| 2012      |                             | Longmire                                    | Zac Nunn                       | 1 epizód                               |
| 2011–2016 | Austin és Ally              | 'Austin & Ally                              | Dez Wade                       | főszereplő magyar hangja Kovács Lehel  |
| 2011      | Zeke és Luther              | Zeke and Luther                             | Teddy                          | 1 epizód                               |
| 2011      | Sok sikert, Charlie!        | Good Luck Charlie                           | Lewis                          | 1 epizód                               |
| 2011      | A kísértetek órája          | R. L. Stine's The Haunting Hour: The Series | Kelly                          | 1 epizód                               |
| 2010      |                             | Caprica                                     | Cass                           | 1 epizód                               |
| 2010      |                             | Tower Prep                                  | Don Fincher                    | 2 epizód                               |
| 2009      |                             | Flashpoint                                  | Billy Dresden                  | 1 epizód                               |
| 2009      | Viharvilág                  | Stormworld                                  | Lee                            | főszereplő                             |
| 2009      | Smallville                  | Smallville                                  | Garth Ranzz / Lightning Lad    | 1 epizód                               |
| 2008      | Odaát                       | Supernatural                                | Denny                          | 1 epizód                               |
| 2006–2007 | Psych – Dilis detektívek    | Psych                                       | Malone Breyfogle / Shockley    | 2 epizód                               |
| 2006      | Kyle, a rejtélyes idegen    | 'Kyle XY                                    | Toby Neuworth                  | 1 epizód                               |
| 2005      |                             | Reunion                                     | Henry                          | 1 epizód                               |
| 2004      | Csillagkapu: Atlantisz      | Stargate Atlantis                           | vadász fiú                     | 1 epizód                               |
| 2004      |                             | The Days                                    | Keenan                         | 2 epizód                               |
| 2003      |                             | Bunshiro and Fuku                           | Yonosuke fiatalon (angol hang) | minisorozat                            |
| 2003      |                             | Out of Order                                | Mark fiatalon                  | minisorozat                            |
| 2002      | Rejtélyes igazságok         | Beyond Belief: Fact or Fiction              | Randy                          | 1 epizód                               |
| 2001      |                             | I Was a Rat                                 | Roger/Ratty                    | 3 epizód                               |
| 2001      |                             | Night Visions                               | préri fiú                      | 1 epizód                               |
| 2001      | Rejtélyek kalandorai        | Mysterious Ways                             | Alien                          | 1 epizód                               |